# Zhongwei
Zhongwei (en chino:中卫市;pinyin:Zhōngwèi Shì, literalmente:defensa central) es una ciudad-prefectura en la región autónoma de Ningxia, República Popular China.Situada aproximadamente a 140 kilómetros de la capital de la región autónoma. El Río Amarillo fluye a través de la parte noroeste de la ciudad. Limita al norte con Alxa, al sur con Guyuan, al oeste con las provincias de Mongolia Interior y Gansu y al este con Wuzhong. Su área es 16 986 y su población es de 1,14 millones .

## Administración
La ciudad prefecturade de Zhongwei administra 1 distrito y 2 condados:
- Distrito Shapotou 沙坡头区
- Condado Zhongning 中宁县
- Condado Haiyuan 海原县